# Sagone
Pour les articles homonymes, voir Sagone (homonymie).
Sagone est une station balnéaire de Corse-du-Sud dépendant de la commune de Vico, située dans le département de la Corse-du-Sud en région Corse. Elle appartient à la microrégion des Deux-Sorru.
Autrefois cité importante de la Corse, Sagone fut ravagée plusieurs fois par les Barbaresques puis désertée. C'est aujourd'hui une petite station balnéaire située au fond du golfe de Sagone.

## Géographie
Constituant l'unique façade maritime de la commune de Vico, Sagone est un petit port situé au fond du golfe et à l'embouchure de la rivière éponymes. Dominé par la remarquable tour de Sagone, il jouxte une belle et longue plage de sable fin. Le site se développe rapidement avec des constructions nouvelles d'habitation et de commerces. Une annexe de la mairie de Vico y est installée. S'y trouve une chapelle.

### Accès
Sagone est située sur l'ancienne RN 199 (actuelle D81), qui parcourt le littoral entre Ajaccio et Calvi. Elle est située à 36 km d'Ajaccio. L'ancienne RN 195 (actuelle D70) la relie aux villages du Sorru (14 km jusqu'à Vico), et au-delà à Corte et Bastia via les cols de Sevi et de Vergio.

## Histoire

### Moyen Âge
Sagone a été autrefois une cité importante de Corse. Durant des siècles Sagone a été le siège d'un évêché, l'un des six diocèses de l'île. Le diocèse de Sagone avait été créé au VIIIe siècle à la suite du transfert de l’évêché de Tanata. Ravagée plusieurs fois par les Barbaresques, Sagone a été désertée par l'évêque qui est parti se réfugier à Vico (de 1569 à 1625) avant de gagner la forteresse génoise de Calvi. Le diocèse est transféré à Calvi du XVIe siècle à 1801, date à laquelle il sera, comme les autres évêchés corses, rattaché au diocèse d'Ajaccio. Restent à Sagone les vestiges de l'ancienne cathédrale Sant'Appiano et une chapelle.

## Patrimoine

### Patrimoine religieux

#### Ancienne cathédrale de Sagone ou cathédrale Saint-Appien
L'ancienne cathédrale romane Saint-Appien de Sagone ou Sant' Appiano, avait été construite au XIIe siècle, exactement au-dessus de l'édifice paléochrétien. Elle se situe au bord de la côte, légèrement en retrait au nord-ouest de la plage de Sagone. Dévastée par les Barbaresques au XVIe siècle, il n'en reste que des vestiges. À remarquer le menhir utilisé dans l'appareillage des murs d'un angle à la base de l'édifice.
Son plan simple semble constitué d'une nef unique. Comme dans la grande majorité, la nef est orientée sur un axe est/ouest, l'abside à l'est vers Rome.
Une partie au moins des reliques de saint Appien devait être conservée dans l'église de Sagone. Au XIIe siècle, pour être mises à l'abri des invasions sarrasines, le roi lombard Liutprand ordonna qu'elles soient transportées à Pavie dans la basilique San Pietro in Ciel d'Oro.
La cathédrale a été la résidence de 36 évêques de Sagone de 601 à 1569, date à laquelle Girolamo Leoni, l'évêque en titre, a fui la cathédrale Sant' Appiano pour s'établir à Vico, en raison de la menace barbaresque.
Elle est inscrite Monument historique.
Le site de Sant' Appianu de Sagone a fait l'objet de recherches archéologiques initiées en 1963, avec un nouveau programme en 2007. Depuis 2009, une cinquantaine de squelettes datés du XIe siècle ont été mis au jour. L’équipe de recherche est dirigée par Daniel Istria responsable scientifique.

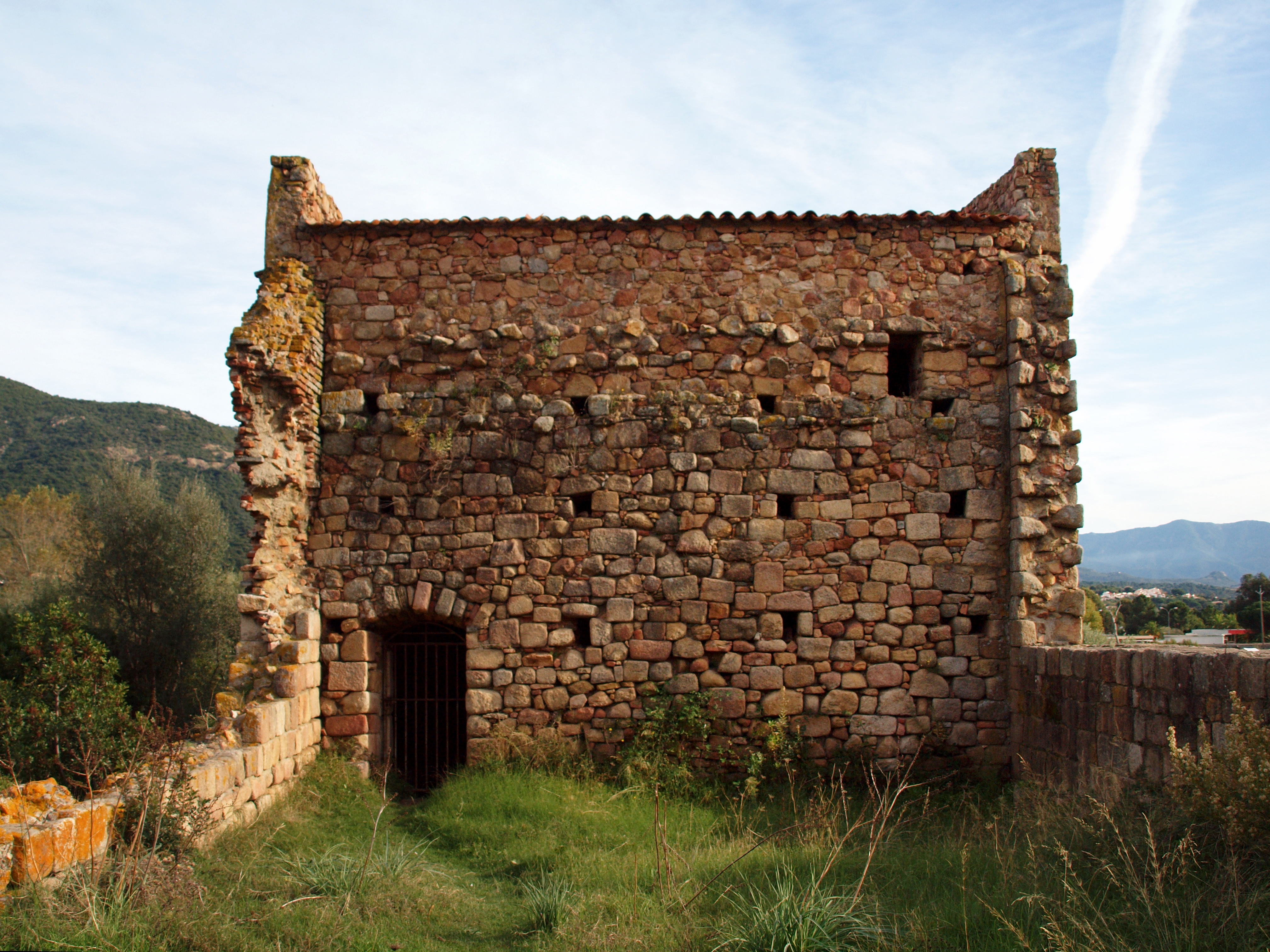
Vue occidentale de l'ancienne cathédrale Sant' Appiano.
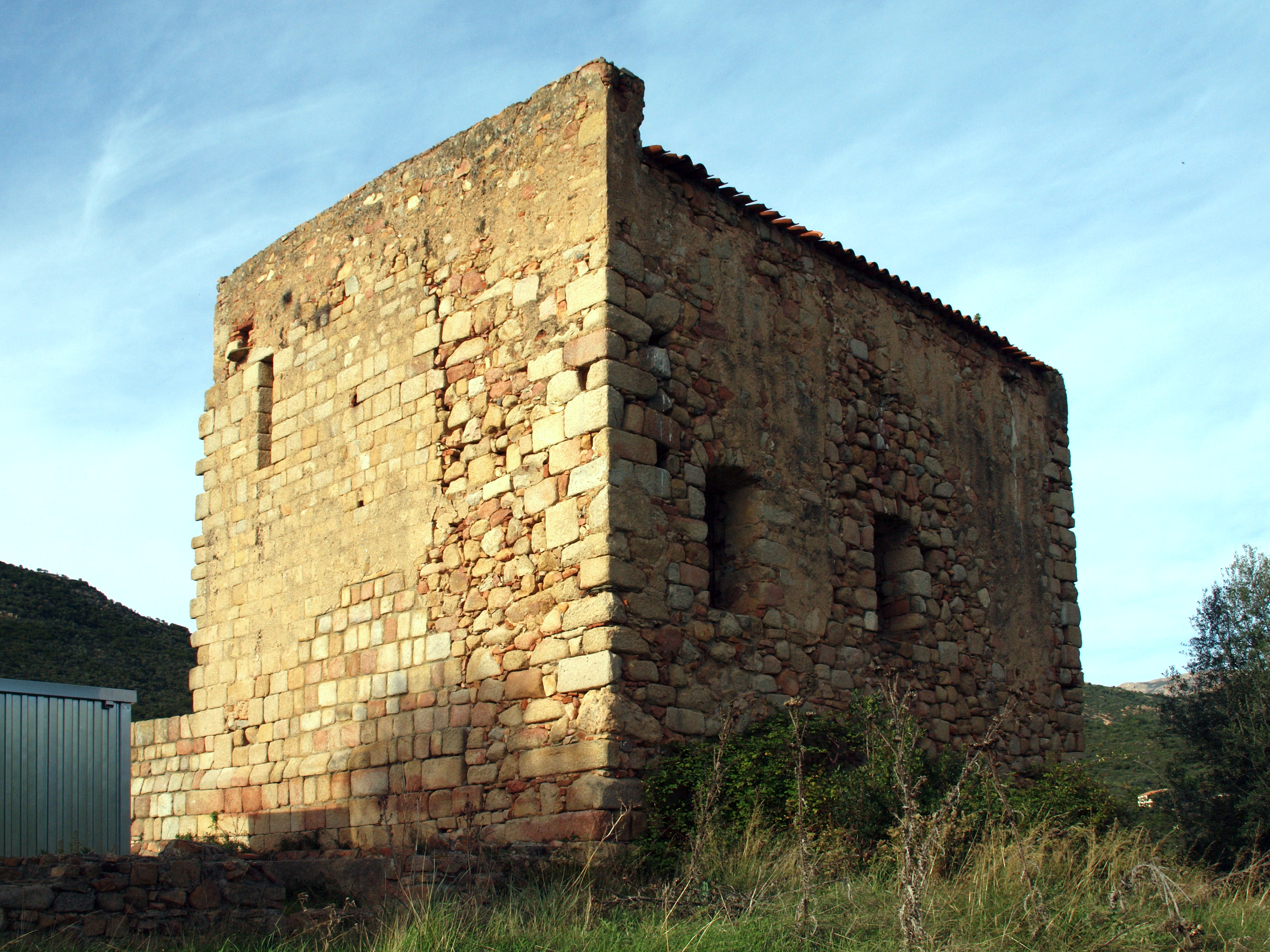
Façades Sud et Est.
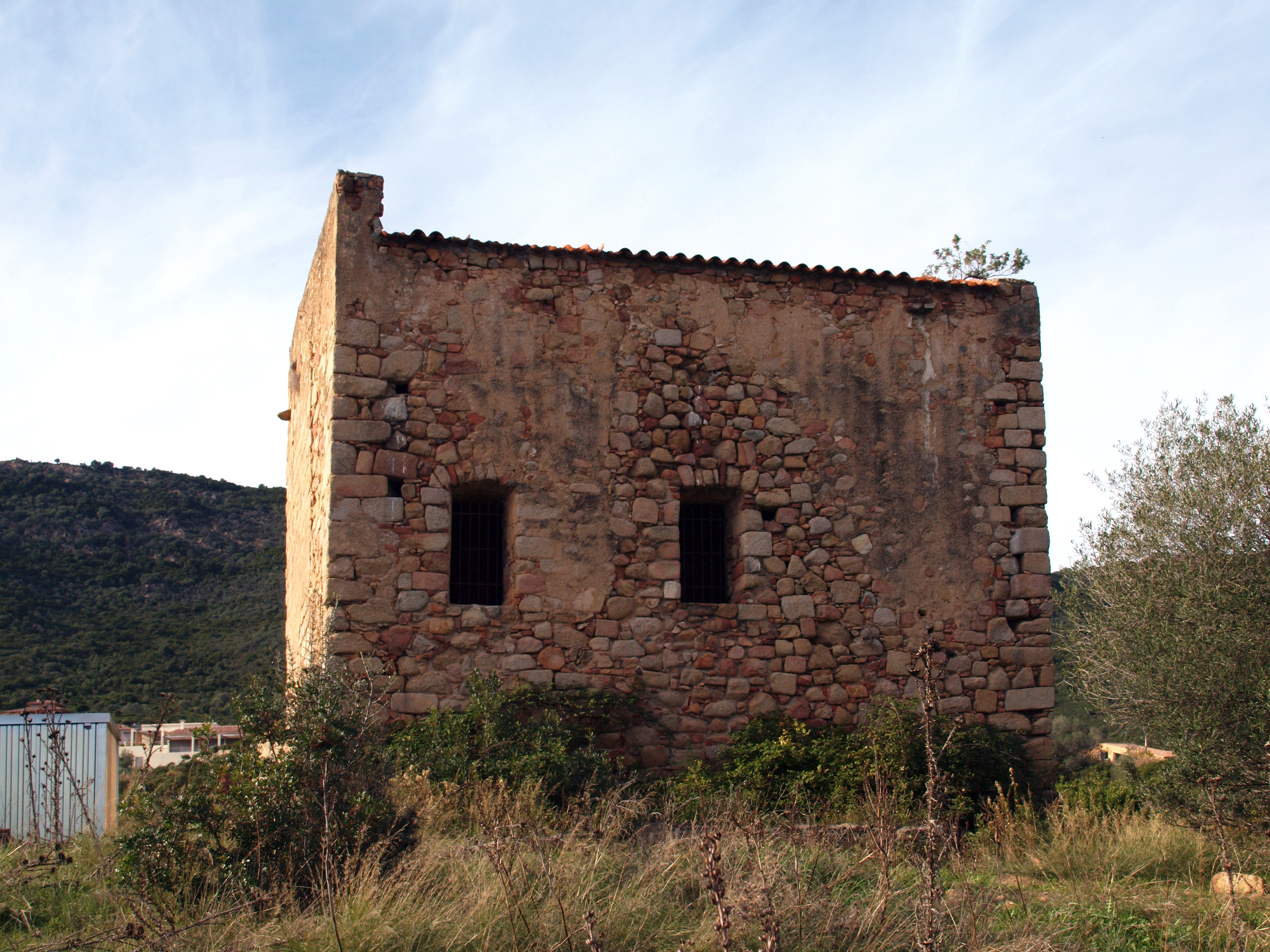
Façade orientale.
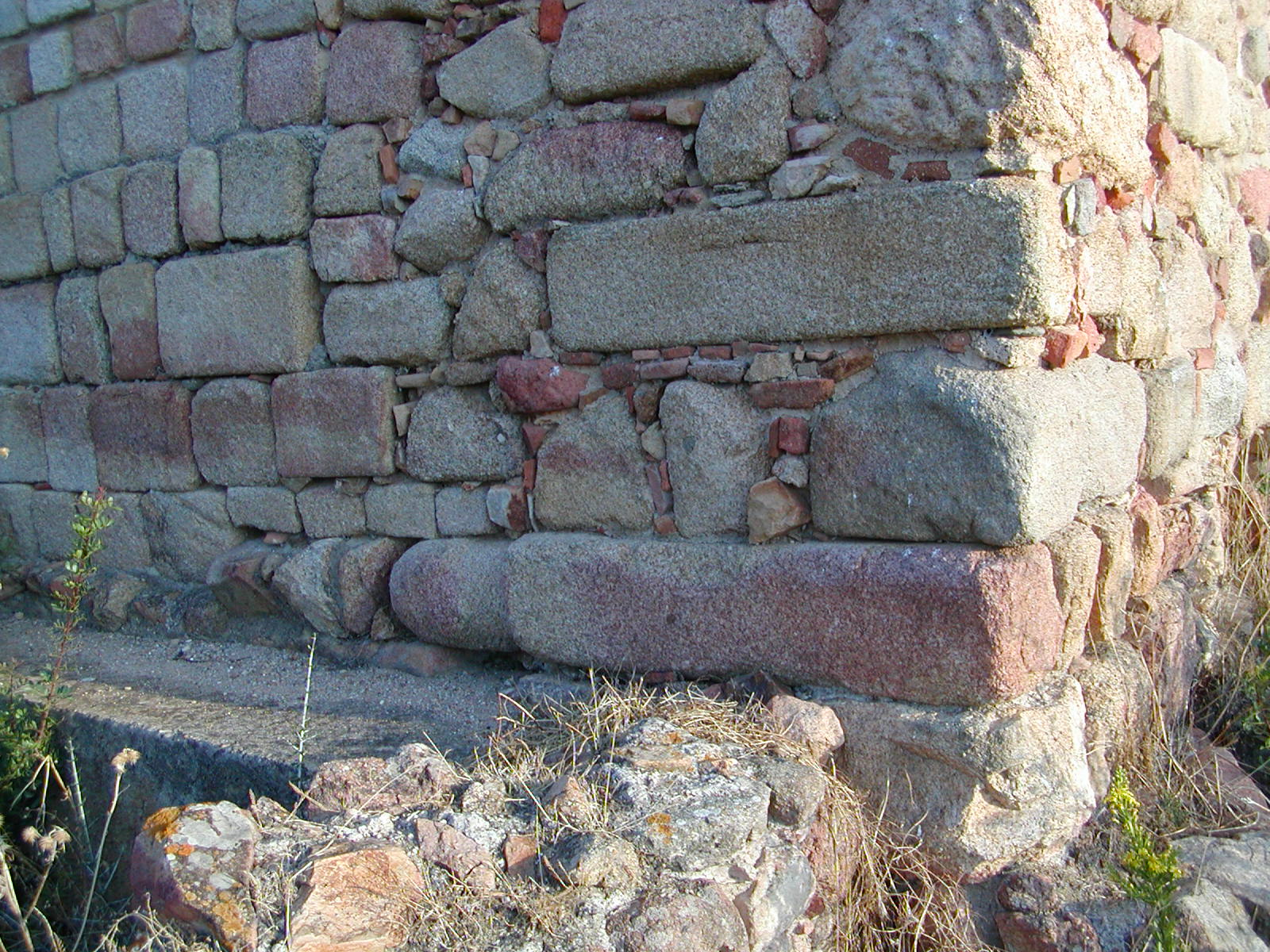
Menhir à la base de l'édifice.
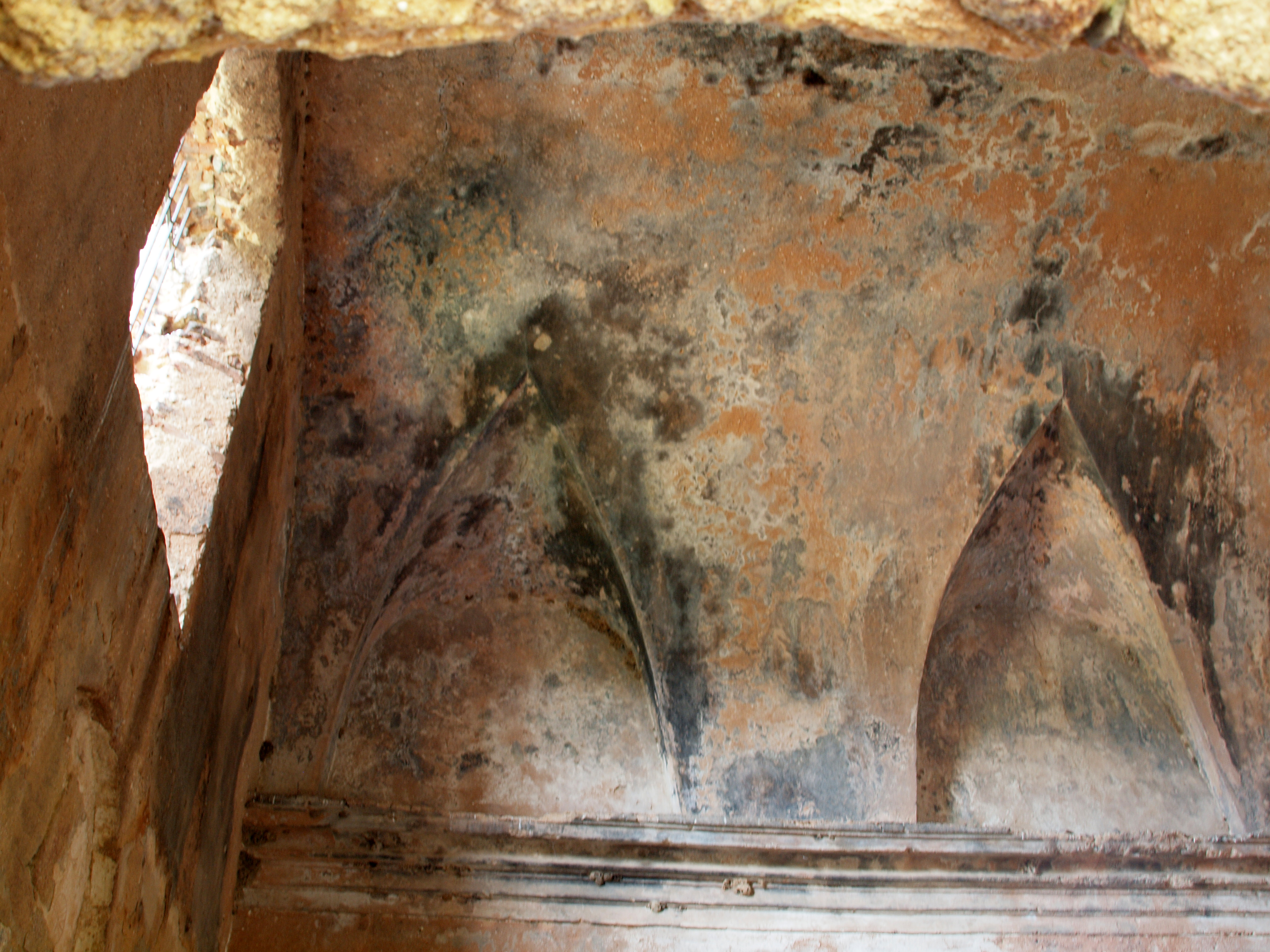
Partie de voûte.
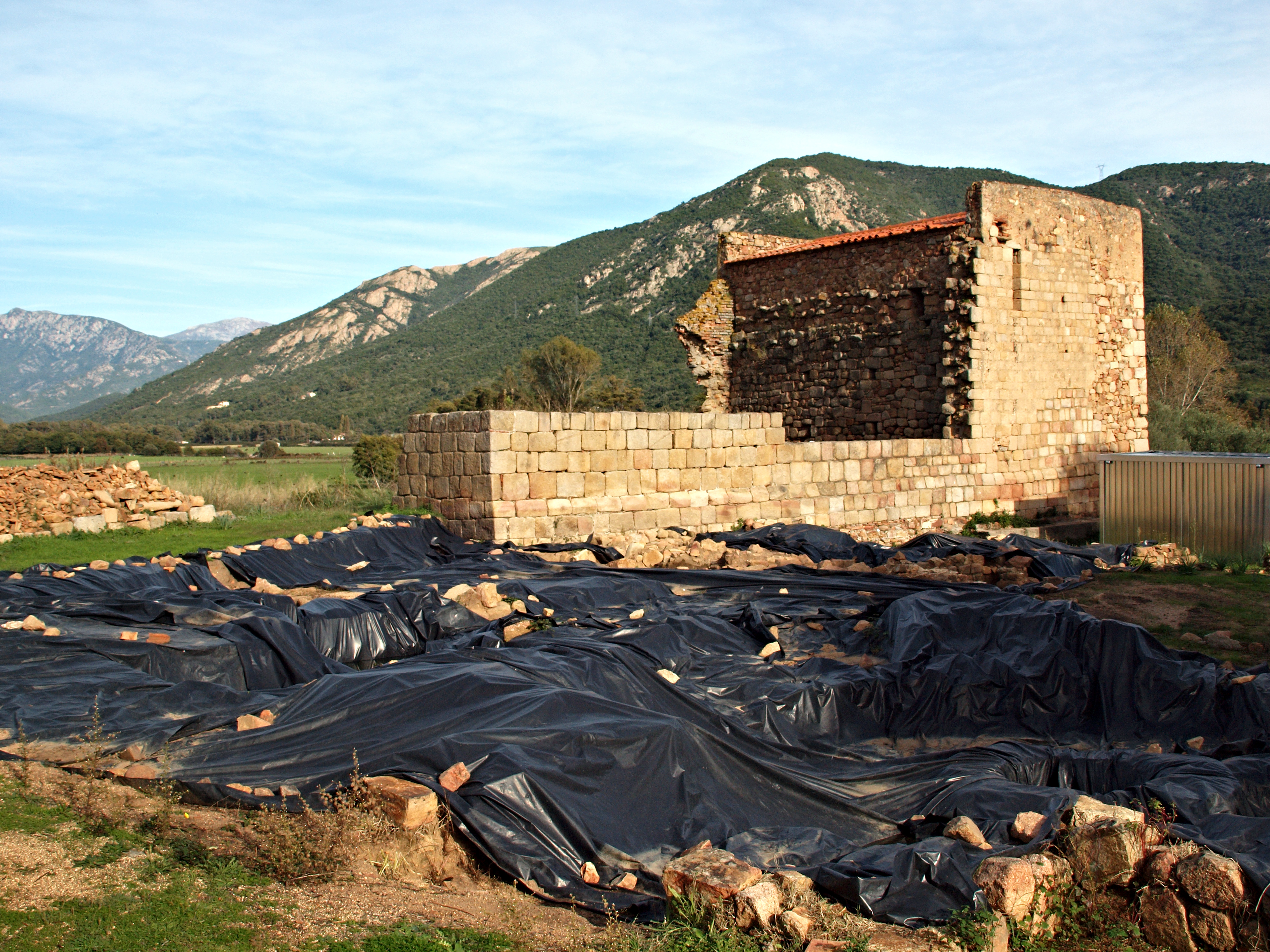
Site archéologique Sant' Appiano de Sagone.

### Patrimoine civil

#### Tour de Sagone

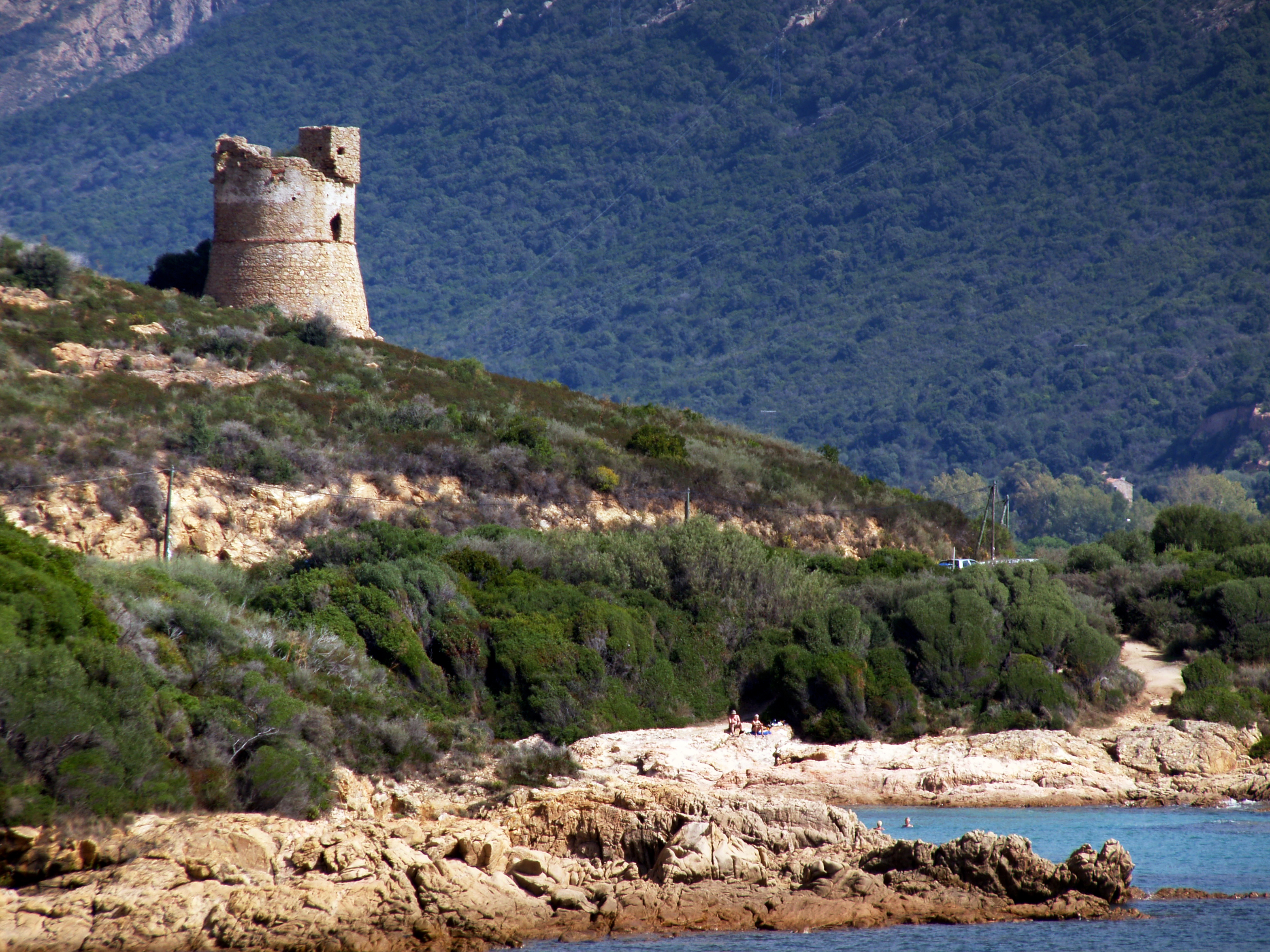
Tour de Sagone.

La tour génoise de Sagone a été construite au début du XVIIe siècle, à la même époque que les tours d'Omigna, Orcino, Cargèse et Capo Rosso. Cette tour de guet littorale est située à l'ouest de l'anse ou baie de Sagone. Elle est en bon état de conservation.
Le 21 avril 1763, la tour de Sagone qui domine Scala di Savona (port de Sagone), gardée par les Génois pour protéger le transport des bois d'Aitone, est attaquée par les Corses. Après un premier échec, leur entreprise est couronnée de succès quelques jours après.
Le 1er mai 1811, une escadre anglaise attaque trois navires français embossés au fond de la baie de Sagone. De l'artillerie était installée sur la plate-forme supérieure de la tour et une batterie construite à ses pieds. Après moins de deux heures de combat, les salves anglaises ont eu raison de la résistance française. La tour n'a pas subi de dégâts lors de cette bataille.
La tour de Sagone est inscrite Monument historique.

### Héraldique
| Blason de Sagone | Blason  | De sinople à la mitre d’or accostée de deux tours d’argent maçonnées de sable, à la champagne burelée ondée d’azur et d’argent de douze pièces, au bateau à un mât de sable habillé d’argent posé sur la champagne.         |
| Blason de Sagone | Détails | Autrefois cité majeure de Corse, possédant une histoire bien distincte de Vico dont elle dépend aujourd'hui administrativement, Sagone possède toujours son propre blason. Le statut officiel du blason reste à déterminer. |

## Galerie

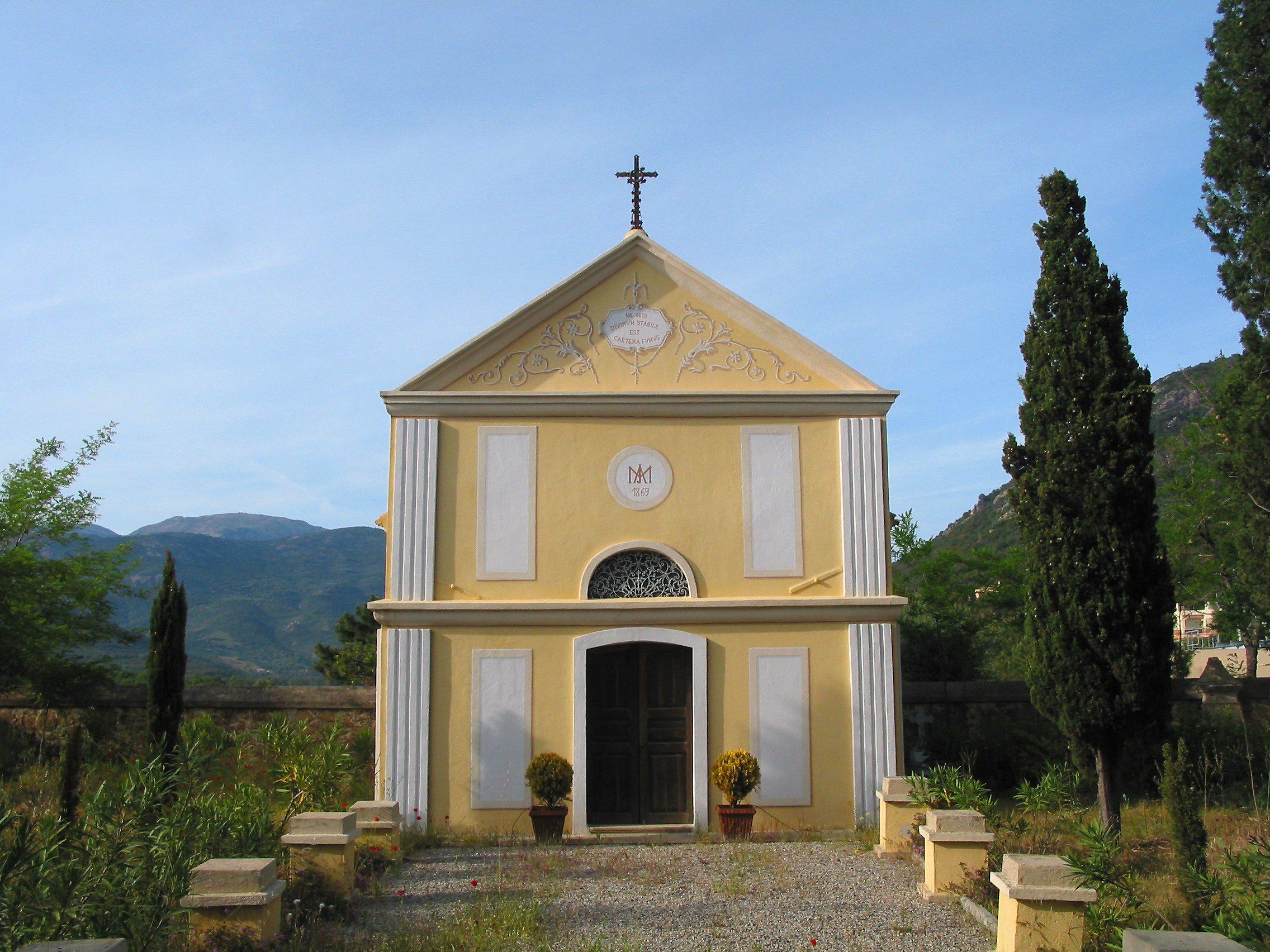
Chapelle funéraire.
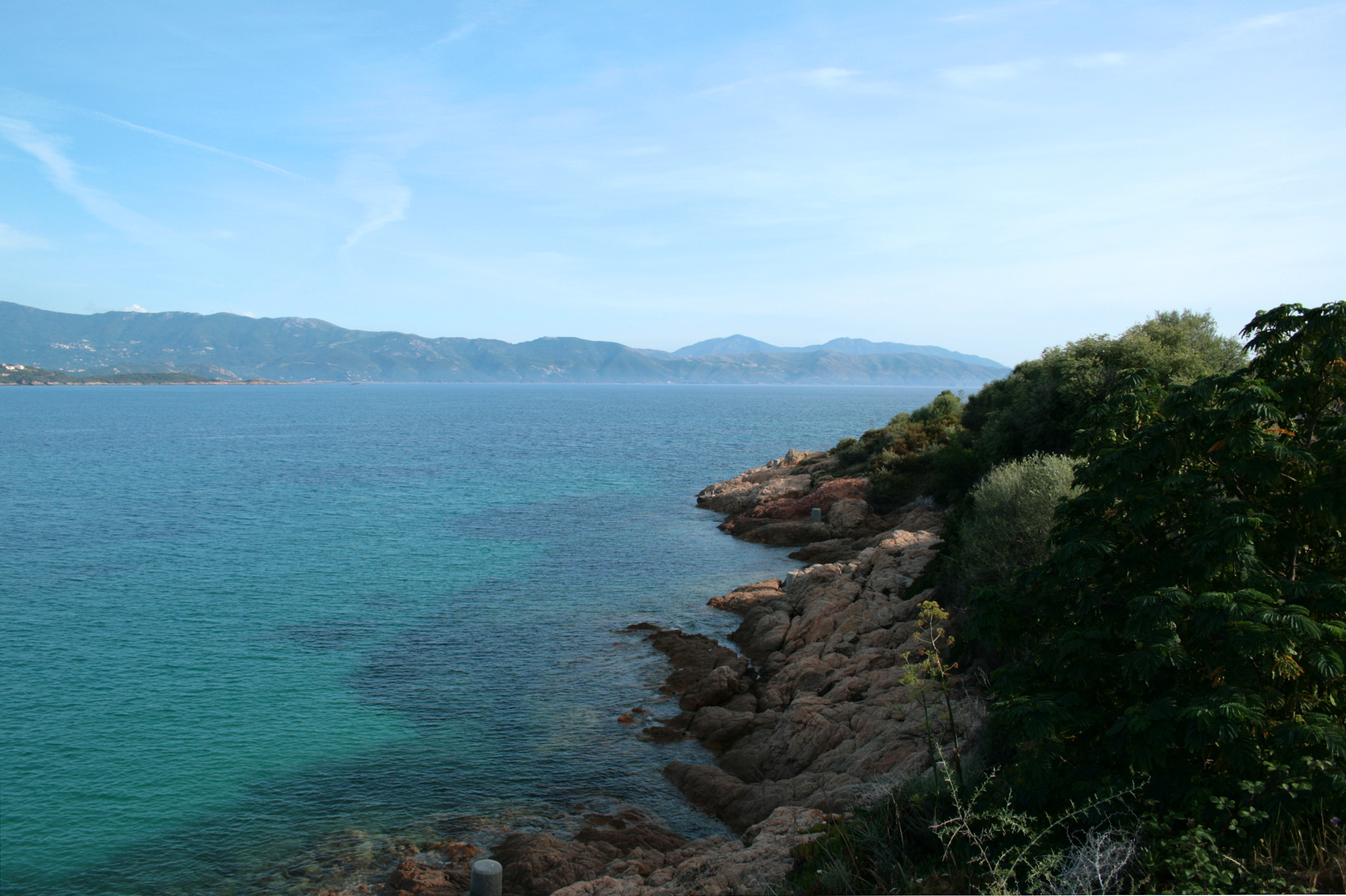
Les côtes rocheuses au nord du golfe de Sagone au premier plan.
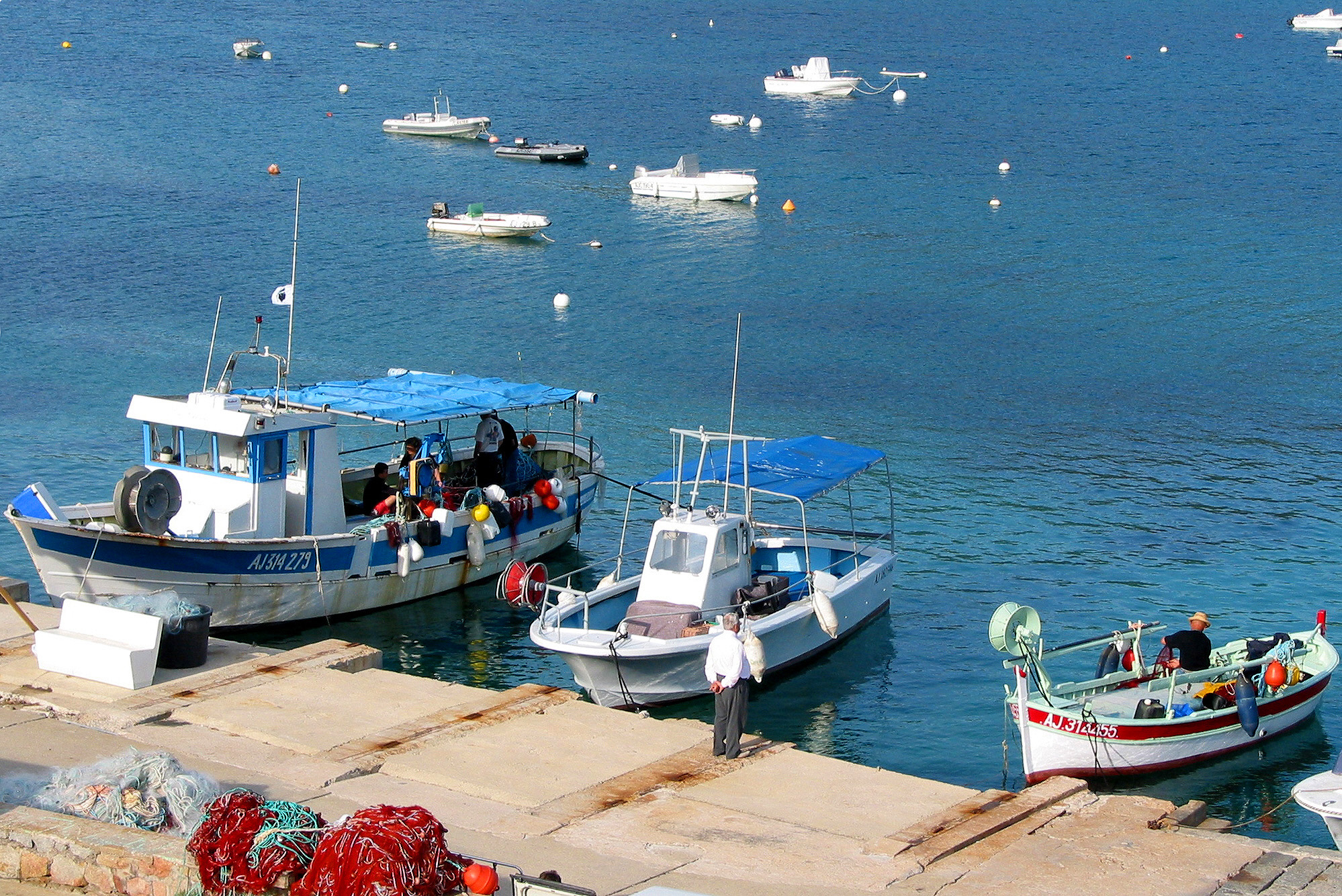
Quelques embarcations au port de Sagone.